# Dorothy Yost
Dorothy Yost (San Luis, Misuri, 25 de abril de 1899-Monrovia,10 de junio de 1967) fue una guionista estadounidense cuya carrera se desarrolló desde la época del cine mudo hasta el sonoro. A lo largo de su vida trabajó en más de noventa y cuatro películas,  entre ellas Alice Adams (1935), protagonizada por Katherine Hepburn, El mundo a sus pies, protagonizada por Lily Pons, y los musicales de Fred Astaire y Ginger Rogers La alegre divorciada (1934), Roberta (1935), Swing Time (1936) y La historia de Vernon e Irene Castle (1939). A pesar de estos logros, la vida personal y la carrera de Dorothy Yost siguen estando marginalmente documentadas y se ha prestado poca atención a sus películas del período mudo, de las que solo sobreviven unas pocas.

## Trayectoria
Antes de dedicarse a escribir guiones, Yost actuó en obras de teatro producidas por Scovell Juvenile Stock Company. Cuando terminó cuarto año de secundaria se trasladó a California para trabajar en la industria cinematográfica. En 1917 fue contratada como secretaria ayudante del editor de guiones en Triangle Film Corporation. En menos de seis meses fue ascendida a jefa del departamento de lectura, donde era responsable de revisar y editar guiones.
Yost escribió su primer guion en 1920 cuando solo contaba 21 años. Se trataba de una adaptación de For the Soul of Rafael, basada en la novela de 1906 de Marah Ellis Ryan. Unos años después, Los Angeles Times elogiaba a Dorothy Yost como la guionista más joven y exitosa de Hollywood.En muy pocos años, produjo una impresionante cantidad de guiones, incluidos los de Flames of the Flesh (1920),Smoldering Embers (1920) y One Man in a Million (1921). Luego escribió numerosos guiones y adaptaciones para Fox Film Corporation, como The Hunted Woman (1925), Marriage in Transit (1925) y She Wolves (1925), alcanzando un punto culminante con el éxito de Kentucky Pride (1925), un título de John Ford. 
En 1927, Yost pasó a formar parte del equipo de guionistas de Film Booking Offices de America Pictures (convertida al poco tiempo en RKO Radio Pictures). Ese mismo año se casó con Dwight Cummings quien también formaba parte del grupo, juntos trabajaron el guion Fangs of the Wild en 1928 y se convirtieron en uno de los equipos de guionistas de éxito de Hollywood del período sonoro.
Dorothy es autora de la novela Prodigal Lover, publicada por Greystone Press, New York en 1937. Una historia de amor romántico y principios morales con final feliz en la que la heroína abnegada es capaz de hacer realidad sus sueños.

### Principios morales
En sus guiones, Yost se centraba en conseguir una representación de las minorías étnicas y raciales en Hollywood, así como de los entornos regionales. Sus películas enseñaban lecciones de vida y a menudo resaltaban principios morales. Le gustaban los personajes femeninos que sacrificaban sus deseos personales para ser compañeras o esposas fieles y devotas de hombres egoístas, como el personaje de Madre (1927), y mantenía un punto de vista conservador sobre las relaciones de género, en parte debido a las costumbres de la época, pero también por su estricta educación religiosa.

## Filmografía como guionista  (selección)

### 1920-1925
- Flames of the Flesh. Película muda dirigida por Edward LeSaint, interpretada por Gladys Brockwell, William Scott, Ben Deeley, Charles K. French y Rosita Marstini (1920).
- For the Soul of Rafael. Película muda dirigida por Harry Garson y protagonizada por Clara Kimball Young, Bertram Grassby, Eugenie Besserer y Juan de la Cruz (1920).
- Smoldering Embers, dirigida por Frank Keenan, interpretada por Keenan Wynn, Jay Belasco y Katherine Van Buren (1920).
- Lovetime. Película muda dirigida por Frances Marion, interpretada por Mary Pickford (1921).
- Ever Since Eve. Película muda dirigida por Howard M. Mitchell, interpretada por Shirley Mason, Herbert Heyes y Eva Gordon (1921).
- Queenie. Película muda dirigida por Howard M. Mitchell, interpretada por Shirley Mason, George O'Hara y Adolphe Menjou (1921).
- Cinderella of the Hills. Película muda dirigida por Howard M. Mitchell, interpretada por Barbara Bedford y Barbara La Marr (1921).
- Jackie (Juanita). Película muda dirigida por John Ford, interpretada por Shirley Mason (1921).
- One Man in a Million. Película muda dirigida por George Beban con Helen Jerome Eddy e Irene Rich (1921).
- Little Miss Smiles, dirigida por John Ford con Shirley Mason, Gaston Glass, George B. Williams, Martha Franklin, Arthur Rankin (1922).
- The New Teacher. Película muda dirigida por Joseph Franz y protagonizada por Shirley Mason, Allan Forrest y Earl Metcalfe (1922).
- Youth Must Have Love, dirigida por Joseph Franz y protagonizada por Shirley Mason, Cecil Van Auker, Wallace MacDonald, Landers Stevens y Clarence Wilson (1922).
- The Footlight Ranger, dirigida por Scott R. Dunlap, con Buck Jones, Fritzi Brunette, Jim Mason, Lillian Langdon (1923).
- Cause for Divorce, dirigida por Hugh Dierker con Fritzi Brunette, Helen Lynch y Pat O'Malley (1923).
- When Odds Are Even. Película muda dirigida por James Flood y protagonizada por William Russell, Dorothy Devore y Lloyd Whitlock (1923).
- Kentucky Days. Película muda dirigida por David Selman, con Dustin Farnum, Margaret Fielding y Miss Woodthrop (1923).
- Traffic in Hearts. Película muda dirigida por Scott R. Dunlap y protagonizada por Robert Frazer, Mildred Harris y Marion Feducha (1924).
- Broadway or Bust, dirigida por Edward Sedgwick y protagonizada por Hoot Gibson (1924).
- Romance Ranch, dirigida por Howard M. Mitchell y protagonizada por John Gilbert, Virginia Brown Faire y John Miljan (1924).
- My Husband's Wives. Película muda dirigida por Maurice Elvey, con Barbara La Marr, Shirley Mason, Bryant Washburn y Evelyn Brent (1924).
- The Star Dust Trail. Película muda dirigida por Edmund Mortimer, con Shirley Mason, Bryant Washburn y Thomas R. Mills (1924).
- The Hunted Woman. Película muda dirigida por Jack Conway, con Seena Owen, Earl Schenck y Victor McLaglen (1925).
- Marriage in Transit. Película muda dirigida por Roy William Neill y protagonizada por Edmund Lowe y Carole Lombard (1925).
- Kentucky Pride. Película muda dirigida por John Ford, con Belle Stoddard, Gertrude Astor, J. Farrell MacDonald (1925).

### 1926-1935
- The Millionaire Policeman. Película muda dirigida por Edward LeSaint, con Herbert Rawlinson, Eva Novak y Eugenie Besserer (1926).
- Wings of the Storm, dirigida por John G. Blystone, con Thunder the Dog, Virginia Brown Faire, Reed Howes (1926).
- Hills of Kentucky. Película muda dirigida por Howard Bretherton, protagonizada por Rin Tin Tin, Jason Robards y Dorothy Dwan (1927).
- Enemies of Society. Película muda dirigida por Ralph Ince y protagonizada por Conway Tearle, Margaret Morris y Frankie Darro (1927).
- The Harvester. Película muda dirigida por James Leo Meehan, con Orville Caldwell, Natalie Kingston y Will Walling (1927).
- Little Mickey Grogan, dirigida por James Leo Meehan y protagonizada por Frankie Darro, Lassie Lou Ahern, Jobyna Ralston, Carroll Nye, Eugene Jackson, William Scott and Vadim Uraneff (1927).
- Judgment of the Hills, dirigida por James Leo Meehan, con Frankie Darro, Virginia Valli, Orville Caldwell y Frank McGlynn Jr. (1927).
- Fangs of the Wild. Película muda dirigida por Jerome Storm y protagonizada por Nancy Drexel and Sam Nelson (1928).
- Wallflowers, dirigida por James Leo Meehan y protagonizada por Hugh Trevor, Mabel Julienne Scott, Charles A. Stevenson (1928).
- The Little Yellow House, dirigida por James Leo Meehan, con Orville Caldwell, Martha Sleeper, Lucy Beaumont, William Orlamond, Edward Peil Jr. y Freeman Wood (1928).
- The Sea Bat (El demonio del mar), dirigida por Wesley Ruggle, con Boris Karloff, Charles Bickford, Raquel Torres.George F. Marion, John Miljan, Nils Asther (1930).
- What Men Want, dirigida por Ernst Laemmle y protagonizada por Pauline Starke, Ben Lyon, Hallam Cooley, Barbara Kent, Robert Ellis y Carmelita Geraghty (1930).
- Hello, Everybody! dirigida por William A. Seiter y protagonizada por Kate Smith, Randolph Scott, Sally Blane, Charley Grapewin, George Barbier, Wade Boteler y Julia Swayne Gordon (1933).
- The Gay Divorcee (La alegre divorciada), dirigida por Mark Sandrich con Fred Astaire, Ginger Rogers, Edward Everett Horton, Alice Brady, Erik Rhodes (1934).
- Laddie, dirigida por George Stevens y protagonizada por Gloria Stuart, John Beal, Virginia Weidler, Donald Crisp, Charlotte Henry y Dorothy Peterson (1935).
- A Dog of Flanders, dirigida por Edward Sloman y protagonizada por Frankie Thomas, O. P. Heggie, Hellen Parris, DeWitt Jennings y Ann Shoemaker (1935).
- Roberta, dirigida por William A. Seiter y protagonizada por Irene Dunne, Fred Astaire, Ginger Rogers, Randolph Scott, Helen Westley, Claire Dodd, Victor Varconi y Luis Alberni (1935).

### 1936-1953
- Alice Adams (Sueños de juventud), dirigida por George Stevens y protagonizada por Katharine Hepburn (1935).
- Murder on a Bridle Path, dirigida por William Hamilton y Edward Killy y protagonizada por James Gleason, Helen Broderick and Louise Latimer (1936).
- M'Liss, dirigida por George Nicholls, Jr., con Anne Shirley en el papel principal. Se trata de un remake de la película de 1918 M'liss, protagonizada por Mary Pickford (1936).
- 'Swing Time (En alas de la danza, en España, Ritmo loco en Hispanoamérica), dirigida por George Stevens y protagonizada por Fred Astaire y Ginger Rogers (1936).
- Racing Lady, dirigida por Wallace Fox y protagonizada por Ann Dvorak, Smith Ballew, Harry Carey, Hattie McDaniel. Berton Churchill, Frank M. Thomas y Ray Mayer (1937).
- Too Many Wives, dirigida Ben Holmes y protagonizada Anne Shirley, Gene Lockhart y Barbara Pepper (1937).
- There Goes the Groom, dirigida por Joseph Santley y protagonizada por Ann Sothern y Burgess Meredith (1937).
- The Story of Vernon and Irene Castle (La historia de Irene Castle), dirigida por  H.C. Potter y protagonizada por Fred Astaire, Ginger Rogers, Edna May Oliver y Walter Brennan (1939).
- Blackmail (Chantaje), dirigida por H. C. Potter y protagonizada por Edward G. Robinson, Ruth Hussey y Gene Lockhart (1939).
- Forty Little Mothers, dirigida por Busby Berkeley y protagonizada por Eddie Cantor, Judith Anderson, Rita Johnson, Bonita Granville, Diana Lewis, Nydia Westman, Margaret Early, Martha O'Driscoll y Baby Quintanilla (1940).
- Thunderhead, Son of Flicka, dirigida por Louis King y protagonizada por Roddy McDowall, Preston Foster y Rita Johnson (1945).
- Smoky, dirigida por Louis King y protagonizada por Fred MacMurray, Anne Baxter y Bruce Cabot (1946).
- The Strawberry Roan, dirigida por John English y protagonizada por Gene Autry, Gloria Henry y Jack Holt (1948).
- Loaded Pistols, dirigida por John English y protagonizada por Gene Autry, Barbara Britton (1948).
- The Big Cat, dirigida por Phil Karlson, con Lon McCallister y Peggy Ann Garner (1949).
- Saginaw Trail, dirigida por George Archainbaud y protagonizada por Gene Autry y Connie Marshall (1953).